# Hoțul din Bagdad (film din 1924)
Hoțul din Bagdad (în engleză The Thief of Bagdad) este un film de aventuri alb-negru mut din 1924 regizat de Raoul Walsh. În rolurile principale au jucat actorii Douglas Fairbanks, Snitz Edwards și Charles Belcherand. Scenariul este scris de  Achmed Abdullah și Lotta Woods, o ecranizare liberă a basmelor din O mie și una de nopți. Filmul spune povestea unui hoț care se îndrăgostește de fiica califului din Bagdad. În 1996, filmul a fost selectat pentru păstrarea în Registrul Național de Film al Statelor Unite de către Biblioteca Congresului ca fiind "cultural, istoric sau semnificativ din punct de vedere estetic".